# Awtomobilist Petersburg
Awtomobilist Petersburg (ros. Футбольный клуб «Автомобилист» Санкт-Петербург, Futbołnyj Klub "Awtomobilist" Sankt-Pietierburg) – rosyjski klub piłkarski z siedzibą w Petersburgu.

## Historia
Chronologia nazw:
- 1931—1934: Promkoopieracyja Leningrad (ros. «Промкооперация» Ленинград)
- 1935—1957: Spartak Leningrad (ros. «Спартак» Ленинград)
- 1958: Buriewiestnik Leningrad (ros. «Буревестник» Ленинград)
- 1959: ŁTI Leningrad (ros. «ЛТИ» Ленинград)
- 1960—1965: Spartak Leningrad (ros. «Спартак» Ленинград)
- 1965—1966: Awtomobilist Leningrad (ros. «Автомобилист» Ленинград)
- 198?—1991: Awtomobilist Leningrad (ros. «Автомобилист» Ленинград)
- 1992—1996: Awtomobilist-Promietiej Petersburg (ros. «Автомобилист-Прометей» Санкт-Петербург)
- 1997—???: Pobieda-Awtomobilist Petersburg (ros. «Победа-Автомобилист» Санкт-Петербург)
- ???—...: Awtomobilist Petersburg (ros. «Автомобилист» Санкт-Петербург)

Założony w 1931 jako Promkoopieracyja Leningrad. W latach 1931–1935 uczestniczył w miejskich rozgrywkach piłkarskich Leningradu.
Wiosną 1936 zespół pod nazwą Spartak Leningrad debiutował w Grupie B Mistrzostw ZSRR.
W 1937 zajął pierwsze miejsce w Klasie B i awansował do Klasy A, jednak nie utrzymał się w niej.
W 1940 zespół zajął 2. miejsce i ponownie awansował do Klasy A. Jednak wojna w 1941 przeszkodziła ukończyć rozgrywki.
Po zakończeniu wojny w 1945 klub startuje w Drugiej Grupie, w której występuje do 1949.
W 1957 klub ponownie startuje w Klasie B, grupie 1 i spada z niej.
Od 1959 klub już na dłużej zostaje w Klasie B, grupie 1.
Po reformie systemu lig ZSRR w 1963 okazał się w niższej Klasie B, grupie 1, w której występował do 1966. Po zakończeniu sezonu 1966 klub został rozformowany, a na jego bazie utworzony Bolszewik Leningrad.
W latach 80. XX stulecia klub Awtomobilist Leningrad został odrodzony. Zespół występował w rozgrywkach lokalnych (Puchar Leningrada).
W 1992 klub zmienił nazwę na Awtomobilist-Promietiej Petersburg i startował w Amatorskiej Lidze w Mistrzostwach Rosji. Kolejne podejście było w 1997 roku z nazwą Pobieda-Awtomobilist Petersburg.
Obecnie nie występuje w żadnej lidze.

## Osiągnięcia
- 20. miejsce w Klasie A ZSRR: 1938
- 1/8 finału Pucharu ZSRR: 1936

## Znani piłkarze
- Gabor Vajda